# Coup d'État de 2000-2001 aux Fidji
Le coup d'État de 2000 aux Fidji fut un coup d'État mené par des nationalistes civils i-Taukei (autochtones) contre le gouvernement travailliste élu de Mahendra Chaudhry, un premier ministre d'ascendance indienne, le 19 mai 2000. L'affaire inclut également le tentative de la part du président Kamisese Mara de prendre l'autorité exécutive le 27 mai suivi de sa propre démission, possiblement forcée, le 29 mai. Un gouvernement intérimaire mené par le commodore Frank Bainimarama a été mis en place. Ce dernier a remis le pouvoir à une administration intérimaire menée par Josefa Iloilo comme président le 13 juillet.
De plus, deux mutineries au sein des forces militaires se déroulèrent durant le coup d'État civil. La première dans les casernes de Sukunaivalu le 7 juillet et la seconde dans les caserne de Queen Elizabeth le 2 novembre. Cette dernière fit la mort de huit personnes.

## Déroulement
Le 19 mai 2000 un homme d'affaires en faillite, George Speight, fait irruption avec un groupe d'hommes armés dans la Chambre des représentants. Il prend en otage les ministres et députés de la majorité. Les preneurs d'otage se réclament du nationalisme autochtone et exigent que le pouvoir politique soit réservé aux autochtones. Les quatre femmes parmi les otages sont relâchées le 24 juin, mais la plupart des autres otages, dont Mahendra Chaudhry, sont maintenus en captivité pendant cinquante-six jours, jusqu'au 13 juillet. En échange de leur libération, les auteurs du coup d'État obtiennent que le gouvernement Chaudhry ne soit pas restauré, et que le Grand Conseil des Chefs (autochtone) nomme un gouvernement par intérim. Le nationaliste autochtone Laisenia Qarase sera chargé de former un gouvernement, et remportera les élections législatives de 2001,,.
Déroulement détaillé : Quelques heures après la prise d'otages, des nationalistes autochtones saccagent, pillent et brûlent des commerces indo-fidjiens à Suva, la capitale. Ils s'en prennent ensuite à des fermiers indo-fidjiens dans les campagnes de la province de Tailevu. Le 20 mai, George Speight proclame son propre gouvernement, et prétend conférer la présidence de la République à Ratu Jope Seniloli et le poste de Premier ministre à Ratu Timoci Silatolu. Son 'gouvernement' n'est pas reconnu. Le 23 mai, le Grand Conseil des chefs demande que le gouvernement Chaudhry soit remplacé par un nouveau gouvernement. Le 27 mai, le président de la République, Ratu Kamisese Mara, déclare que le Premier ministre Chaudhry est dans l'incapacité de remplir ses fonctions (étant prisonnier des preneurs d'otages), et nomme un nouveau Premier ministre, Ratu Tevita Momoedonu, pour que celui-ci puisse lui recommander la prorogation du Parlement pour six mois. Ratu Tevita fait ce qui lui est demandé et démissionne, laissant le pouvoir aux mains du président.
Le 28 mai, des partisans du coup d'État tuent un policier et saccagent les locaux de la télévision Fiji One. Le 29 mai, sous la menace des putschiste, le présent Ratu Kamisese Mara démissionne. Le 29 mai, le commandant des forces armées, Frank Bainimarama, décrète la loi martiale. Il négocie un accord avec les putschistes, leur promettant l'immunité et un gouvernement nationaliste autochtone en échange de la libération des otages. Les derniers otages sont libérés le 13 juillet, et les putschistes sont arrêtés le 26 juillet et inculpés pour trahison. Le gouvernement Chaudhry tente de reprendre ses activités, mais le président par intérim Ratu Josefa Iloilo nomme un gouvernement nationaliste autochtone par intérim, mené par le banquier Laisenia Qarase et chargé d'organiser de nouvelles élections. La Cour d'Appel déclare illégale la destitution du gouvernement Chaudhry, mais légale la tenue de nouvelles élections.

## Les otages
Avec la complicité de Timoci Silatolu, député d'arrière-ban de la majorité parlementaire déçu de n'avoir pas été fait ministre, George Speight et six autres hommes pénètrent armés dans la Chambre des représentants le matin du 19 mai. Les écoliers qui assistent aux débats parlementaires sont évacués pendant que les auteurs du coup d'État tiennent les députés en joue. Les hommes en armes retirent leurs téléphones portables aux députés, contraignent Mahendra Chaudhry et d'autres membres de son gouvernement à s'agenouiller, et les menottent. Les journalistes présents sont autorisés à partir, de même que le président de la Chambre, Apenisa Kurisaqila, et les députés de l'opposition. George Speight propose ensuite à trois chefs autochtones membres de la majorité parlementaire de rejoindre son mouvement plutôt que d'être faits prisonniers ; Timoci Silatolu « accepte immédiatement », Isireli Vuibau refuse immédiatement, et Tuakitau Cokanauto hésite et est relâché par les preneurs d'otages. Les députés de la majorité Viliame Volavola, Esira Rabuno, Leone Tuisawaga, Atonio Tanaburenisau et Peceli Rinakama sont également autorisés à partir ou bien parviennent à quitter les lieux avec les députés d'opposition. La vice-Première ministre Adi Kuini Speed et le ministre de la Santé lsimeli Cokanasiga sont absents car malades, le ministre du Travail Ratu Tevita Momoedonu est au Vanuatu pour des raisons professionnelles, et le ministre de l'Éducation Pratap Chand est également absent, de même que les députés d'arrière-ban Krishna Datt, Haroon Ali Shah et Jag Narayan Sharma. Les putschistes gardent ainsi en captivité quarante-cinq otages : trente-six députés (dont cinq femmes), deux sénatrices capturées aux abords des lieux, cinq personnels administratifs de la Chambre des représentants (dont deux femmes), et deux policiers. Les prisonniers indo-fidjiens sont séparés des autres et tous sont enfermés,.
Les parlementaires otages sont :
- Mahendra Chaudhry (Parti travailliste), Premier ministre, déjà fait captif lors du premier coup d'État de 1987 ;
- Tupeni Baba (travailliste), vice-Premier ministre et ministre des Affaires étrangères, déjà fait captif lors du premier coup d'État de 1987 ;
- Anand Kumar Singh (travailliste), procureur-général et ministre de la Justice ;
- Joji Uluinakauvadra (Parti de l'Association fidjienne), ministre de l'Intérieur ;
- Lavenia Padarath (travailliste), ministre des Affaires sociales ;
- Adi Koila Nailatikau (Alliance chrétienne-démocrate), ministre du Tourisme, fille du président de la République Kamisese Mara ;
- Poseci Bune (Alliance chrétienne-démocrate), ministre de l'Agriculture ;
- Shiu Sharan Sharma (travailliste), ministre des Travaux publics et de l'Énergie ;
- Mosese Volavola (travailliste), ministre des Terres et des Ressources minières ;
- Manoa Bale (travailliste), ministre du Développement régional et des Affaires multi-ethniques ;
- Anup Kumar (travailliste), ministre du Commerce ;
- Meli Bogidrau (Parti de l'unité nationale), ministre des Communications ;
- Marieta Rigamoto (députée sans étiquette de Rotuma), adjointe au ministre de l'Agriculture ;
- Ratu Isireli Vuibau (travailliste), adjoint à la ministre des Affaires autochtones ;
- Amjad Ali (travailliste), adjoint à la ministre du Tourisme ;
- Lekh Ram Vayeshnoi (travailliste), adjoint au ministre des Communications ;
- Joeli Kalou (travailliste), déjà fait captif lors du premier coup d'État de 1987 ;
- Gunasagaran Gounder (travailliste) ;
- Suruj Nand (travailliste) ;
- Deo Narain (travailliste) ;
- John Ali (travailliste) ;
- Ganeshwar Chand (travailliste) ;
- Ahmed Gaffar (travailliste) ;
- Prince Gopal Lakshman (travailliste) ;
- Vinod Deo Maharaj (travailliste) ;
- Gyanendra Prasad (travailliste) ;
- Pradhuman Raniga (travailliste) ;
- Mohammed Latif Subedar (travailliste) ;
- Muthu Swamy (travailliste) ;
- Ema Tagicakibau (Parti de l'Association fidjienne) ;
- Joji Uluinakauvadra (Parti de l'Association fidjienne) ;
- Eroni Goneyali (Parti de l'unité nationale) ;
- Akanisi Koroitamana (Parti de l'unité nationale) ;
- Ponipate Lesavua (Parti de l'unité nationale) ;
- William Granger Aull (sans étiquette) ;
- Leo Barry Smith (sans étiquette) ;
- Jokapeci Koroi (sénatrice travailliste) ;
- Atu Emberson Bain (sénatrice travailliste).

Après un jour d'incarcération, les deux sénatrices, les personnels administratifs -sauf Rajendra Chaudhry, fils du Premier ministre- et les deux policiers sont relâchés. Les députés subissent des pressions pour signer une déclaration de démission de leurs fonctions parlementaires ; Mahendra Chaudhry refuse et est roué de coups. Les députés John Ali, Lekh Ram Vayeshnoi, Ahmed Gaffar et Suruj Nand acceptent de signer, et sont relâchés. Peu après, les quatre femmes otages restantes (Lavenia Padarath, Kaila Nailatikau, Ema Tagicakibau et Akanisi Koroitamana) sont invitées à partir également, mais refusent, par solidarité avec leurs collègues masculins.
Le 25 juin, après trente-quatre jours de captivité, George Speight libère les quatre femmes otages, laissant vingt-sept otages : vingt-six hommes députés et Rajendra Chaudhry. Ceux-ci ne sont libérés que le 13 juillet.

## Demande de pardon en 2023
Le 14 mai 2023, jour de commémoration de l'arrivée aux Fidji des premiers travailleurs indiens sous statut d’indenture en 1879, durant la période coloniale, Sitiveni Rabuka, Premier ministre depuis décembre 2022 à la tête d'un gouvernement de coalition multi-ethnique, demande pardon pour avoir mené les coups d'État racistes de 1987. Par la même occasion, l'Église méthodiste des Fidji demande pardon pour avoir soutenu les coups d'État anti-indiens de 1987 et de l'an 2000. Les trois plus hauts chefs autochtones coutumiers du pays, Ro Teimumu Kepa, Ratu Epenisa Cakobau et Ratu Naiqama Lalabalavu, demandent également pardon. Invité à une cérémonie de réconciliation, Mahendra Chaudhry, Premier ministre du gouvernement travailliste renversé en 2000, accepte les excuses offertes, rappelle les souffrances endurées par les citoyens d'ascendance indienne lors des violences qui ont accompagné ces coups d'État, et demande que le processus de réconciliation se poursuive avec des « mesures concrètes » pour prémunir la société fidjienne de violences racistes similaires à l'avenir. Timoci Bavadra, le Premier ministre travailliste renversé en 1987, est pour sa part mort d'un cancer en 1989,,.